# Бутырский район
Буты́рский райо́н — район в Северо-Восточном административном округе города Москвы. Району соответствует внутригородское муниципальное образование муниципальный округ Бутырский. Территория района расположена к северу от Третьего транспортного кольца между железными дорогами Савёловского и Ленинградского направлений. Один из старых районов Москвы (упоминается с 1700 года).

## Происхождение названия
Название района сложилось исторически: в старину «бутырками» называли небольшие селения, отделённые от города лесом или полем

## История

### Давние времена
Первое упоминание о Бутырках относится к XIV веку, ко временам Ивана Калиты. Через нынешнюю Бутырскую улицу проходил древний путь в Дмитров. Здесь находилась пригородная деревня Бутырка (Бутыркино), принадлежавшая боярину Никите Романовичу Захарьину, деду первого царя из рода Романовых — Михаила Фёдоровича. В 1623 — 24 годах она перешла к его сыну, боярину Ивану Романову.
В Бутырках была выстроена деревянная церковь Рождества Богородицы, с тех пор деревня стала называться село Рождествено на Дмитровской дороге.
В 1667 году село Бутыркино было отдано «под селитьбу» солдатам старейшего на Руси Бутырского полка.

### В составе Москвы
В 1742 году город вплотную придвинулся к Бутырской солдатской слободе. У начала Бутырской улицы проходил Камер-Коллежский вал с заставой, также именовавшийся Бутырской. В 1767 году военное ведомство передало слободу в ведение полиции. Сенат включил Бутырскую слободу в состав города, причислив к 5-й Сущевской части и разбив на два квартала. К 1808 году слобода располагалась на 807 гектарах земли, принадлежавшей церкви, в ней располагалось 134 дома. После Отечественной войны 1812 года слобода превратилась в дачную местность. Здесь располагались дачи Н. И. Бестужева, Д. Ф. Репниной, князя Долгорукова.

### XIX век
В 1823 году за Бутырской слободой была основана учебно-опытная база Московского высшего зоотехнического института «Бутырский хутор». После открытия в 1865 году Петровской земледельческой и лесной академии (ныне Сельскохозяйственная академия им. К. А. Тимирязева) оживилось дачное строительство, а движение настолько возросло, что в 1886 году городские власти пустили от Бутырской заставы до академии паровой трамвай. В 1899 году к Бутыркам подошла линия первого московского электрического трамвая. К этому же году был построен Савёловский вокзал.

### После Великой Отечественной войны
После Великой Отечественной войны 1941—1945 гг. на территории Бутырского хутора началось массовое строительство 3 — 5-этажных жилых зданий в комплексе с объектами промышленности, торговли и культуры. На месте бывших проездов Бутырского хутора возникли новые современные улицы: Гончарова (это название улица получила в 1958 г.), Добролюбова (1958 г.), Руставели (1958 г.), Фонвизина (1958 г.), Яблочкова (1958 г.), Милашенкова (1964 г.).

## Население
| 2002    | 2010    | 2012    | 2013    | 2014    | 2015    | 2016    |
| ------- | ------- | ------- | ------- | ------- | ------- | ------- |
| 60 922  | ↗68 654 | ↗69 197 | ↗69 841 | ↗70 193 | ↗70 316 | ↗70 712 |
| 2017    | 2018    | 2019    | 2020    | 2021    | 2023    | 2024    |
| ↗70 896 | ↗71 013 | ↗71 458 | ↗71 798 | ↗72 421 | ↗72 472 | ↘71 703 |

### Национальный состав
По итогам переписи населения 2020 года проживали следующие национальности (национальности менее 0,1 % и другое, см. в сноске к строке «Другие»):
| Национальность | Численность, чел. | Доля     |
| -------------- | ----------------- | -------- |
| Русские        | 59 988            | 82,83 %  |
| Татары         | 430               | 0,59 %   |
| Армяне         | 396               | 0,55 %   |
| Украинцы       | 304               | 0,42 %   |
| Азербайджанцы  | 200               | 0,28 %   |
| Грузины        | 198               | 0,27 %   |
| Евреи          | 174               | 0,24 %   |
| Киргизы        | 122               | 0,17 %   |
| Узбеки         | 121               | 0,17 %   |
| Таджики        | 112               | 0,15 %   |
| Белорусы       | 86                | 0,12 %   |
| Чеченцы        | 80                | 0,11 %   |
| Другие         | 10 210            | 14,10 %  |
| Итого          | 72 421            | 100,00 % |

## Границы
Границы района проходят по трём участкам железных дорог — Октябрьской, Савёловской и Рижской, что нашло отражение в его гербовом знаке.

## Транспорт
В районе расположены станции метро  Савёловская,  Савёловская,  Дмитровская,  Тимирязевская,  Бутырская,  Фонвизинская, Савёловский вокзал, железнодорожные платформы Тимирязевская, Останкино, также вплотную к району примыкают платформы Москва-Станколит и Дмитровская.
По территории района проходит 22 автобусных и электробусных маршрута (номера 23, 72, 82, 379, 382, 384, 384к, 427, 447, 466, 512, 519, 539, м32, м40, н10, с532, с543, с585, т29, т42 и т78).

## Современность
Значительную часть территории района занимает промзона «Огородный проезд», в которой расположена бо́льшая часть из двухсот предприятий, организаций и учреждений, зарегистрированных в районе. Крупных и средних предприятий — 64, среди них предприятия пищевой промышленности: завод «Карат» (производитель плавленных сыров), Останкинский мясоперерабатывающий комбинат, Останкинский завод бараночных изделий, предприятие по выпуску мороженого Baskin Robbins (бывший Хладокомбинат № 9). Работает агрегатный завод «Аэроэлектромаш» (бывший Московский агрегатный завод «Дзержинец»); ранее на территории района размещались крупные заводы «Станколит» и «Борец», а также Останкинский молочный комбинат, Хлебозавод № 9, Останкинский пивоваренный завод.
Достаточно развита сеть предприятий потребительского рынка и услуг. Обеспеченность торговыми площадями на 1 тысячу жителей составляет по продовольственной сети 198 %, по непродовольственной — 820 %.
В районе функционируют 6 общеобразовательных школ, 1 вечерняя школа, спортивная школа, 2 колледжа, институт права, медицинское училище, финансово-экономическая школа, 15 детских дошкольных учреждений, 2 библиотеки, культурно-досуговый центр «Ключ», детская и молодёжная театральная студия «Золотой ключик», театр-студия под руководством Вячеслава Спесивцева, 6 медицинских учреждений. На улице Яблочкова имеется велодром класса «А», где готовятся спортсмены международного класса по велоспорту.
Среди общественных организаций района — Совет ветеранов войны и труда, региональная общественная организация инвалидов «Берегиня XXI век», местная районная общественная организация инвалидов. Действующие учреждения социальной защиты: Управление социальной защиты населения Бутырского района, муниципальный центр «Гармония», комплексный центр социального обслуживания «Бутырский», отделение Пенсионного фонда. На территории района расположены Суд по интеллектуальным правам (проезд Огородный, дом 5, строение 2) и судебные участки № 97 и № 98 мировых судей Останкинского района города Москвы (улица Гончарова, дом 1/6).
| - Многофункциональный комплекс «Савёловский Сити» на Новодмитровской улице неподалёку от Савёловского вокзала, август 2018 года. - Перекрёсток улиц Руставели и Добролюбова - Московский молодёжный театр Вячеслава Спесивцева в Огородном проезде - Гончаровский парк |

## Зелёные зоны

### Гончаровский парк
Парк занимает площадь около 6,2 га и располагается по адресу: улица Руставели, владение 7. Своё название получил по имени проходящей рядом с ним улицы Гончарова, в свою очередь названной в честь русского писателя XIX века Ивана Александровича Гончарова. Парк был полностью обновлён в 2013 году. Его проект разрабатывало архитектурное бюро «Проект Меганом» под руководством Юрия Григоряна. У Гончаровского пруда установили шезлонги. В прогулочной зоне парка обновили пешеходные и велодорожки и установили вдоль них новые скамейки. Для детей открыли две детские площадки – для детей помладше и постарше. В северной части парка установили тарзанку. Спортивная зона Гончаровского парка состоит из волейбольной площадки, поля для игры в мини-футбол, где зимой заливают каток, а также воркаут-зоны с турниками и тренажёрами на различные группы мышц. В центральной части зоны отдыха построили шахматную беседку, вмещающую одновременно до 40 игроков. В южной части парка, рядом с улицей Руставели установили сцену для выступлений, где проводятся праздничные мероприятия района.

### Яблоневый сад
Парк площадью 3,9 гектаров располагается на пересечении улиц Яблочкова и Руставели. Во второй половине XX века на этой здесь располагались дачные дома с яблоневыми садами, но после их сноса территория много лет оставалась в запущенном состоянии – была завалена мусором и заросла бурьяном. В 2016-2018 годах по просьбе местных жителей яблоневый сад был обновлён. Территорию расчистили, вырубили сухие и погибшие деревья, проложили новые пешеходные аллеи из лиственницы и разноцветной брусчатки, а также асфальтированные дорожки для велосипедистов. В саду был уложен новый газон площадью почти 25 тысяч квадратных метров и дополнительно высажены цветники, кустарники и деревья – новые яблони, липы, дубы, клёны, рябины и черёмухи. В процессе обновления были также сохранены почти все старые яблони. В парке обустроили зоны отдыха с деревянными скамейками и скамейками с навесами от дождя и солнца, три спортивные площадки с тренажёрами и турниками, а также две площадки для выгула собак с оборудованием для дрессировки – балансирами, бумом, горкой и шиной.

### Бульвар на улице Добролюбова
Бульвар длиной около 660 метров протянулся вдоль улицы Добролюбова от Огородного проезда до улицы Руставели. В его центральной части, напротив домов 19 и 20, располагается бюст советскому политическому деятелю Сергею Мироновичу Кирову. В 2018 году бульвар был обновлён. Здесь заменили покрытие аллеи – выложили его плиткой с узором в виде чёрных квадратов. Вдоль аллеи установили новые скамейки и стенды, иллюстрирующие историю Бутырского района. Входные группы прогулочной зоны украсили цветниками в форме чаш.

## Образование

### Среднее образование
На территории района расположены 6 школьных учебных корпусов в рамках образовательного комплекса "Школа № 1236 им. С.В. Милашенкова":
- УК № 230
- УК № 250
- УК № 252
- УК № 963
- УК № 968
- УК № 1236

### Дошкольное образование
Всего в Бутырском районе действуют 10 детских садов.

### Высшее образование
Институт Прокуратуры Московского государственного юридического университета имени О. Е. Кутафина

## Инфраструктура
Хорошо развита инфраструктура района. Имеются пять станций метрополитена: «Савёловская», «Дмитровская» и «Тимирязевская», «Фонвизинская» и «Бутырская». Три железнодорожные станции: «Тимирязевская», «Останкино» и «Москва-Савёловская», один вокзал — Савёловский, по территории проходят 22 автобусных и электробусных маршрута (номера 23, 72, 82, 379, 382, 384, 384к, 427, 447, 466, 512, 519, 539, м32, м40, н10, с532, с543, с585, т29, т42 и т78). Основными транспортными магистралями являются улицы: Руставели, Яблочкова, Милашенкова, Фонвизина, Добролюбова, Огородный проезд.

## Символика района
Гербовая эмблема района утверждалась распоряжениями префекта № 95 (от 28 января 1998 года) и № 819 (от 4 апреля 2002 года).

### Официальные описание гербовой эмблемы района
В щите московской формы узкие серебряно-чёрные компонованные кайма и левая перевязь. В верхнем зелёном поле золотая дубовая ветвь с тремя листьями и двумя желудями. В нижнем красном поле золотой оглядывающийся кентавр, стреляющий из золотого лука. Под щитом на золотой ленте надпись чёрными буквами «Бутырский».

### Объяснение
Кайма и перевязь символизируют железнодорожные пути, окаймляющие территорию района. Дубовая ветвь в зелёном поле указывает на большое количество зелёных насаждений в районе и напоминает о сельскохозяйственном прошлом местности. Золотой оглядывающийся кентавр в красном поле символизирует память о Бутырском полке, поскольку именно это изображение помещалось на знамени полка, размещавшемся в XVI веке в Бутырской слободе. Впоследствии изображение кентавра стало символом Бутырской слободы.

## Достопримечательности
- Памятник плавленому сырку «Дружба» (скульптор Щербаков, установлен в 2005 году в Огородном проезде у фасада корпуса завода «Карат»).
- Памятник Сергею Мироновичу Кирову на пересечении улицы Добролюбова и Огородного проезда (скульптор Томский, установлен в 1988 году).
- Памятник Герою Советского Союза Сергею Милашенкову во дворе школы № 1236.
- Гончаровский парк.
- Жилые дома 1940-х годов постройки вокруг Гончаровского парка (ул. Руставели 1/2, 3, 9 («дом с фонтаном»), ул. Гончарова, 13)[29].